# Шемп, Эуженио
Эуже́нио Шемп (порт.-браз. Eugênio Chemp; 18 февраля 1916, Киев — 4 февраля 1995) — бразильский футболист, нападающий. После завершения игровой карьеры стал политиком, членом Бразильской коммунистической партии.

## Карьера
Эуженио Шемп родился в русской[уточнить] семье инженера Фредерико и преподавательницы фортепьяно Элизабет Шемп, дочери Давида Хамма и Анны Кумачиной. 31 июля 1923 года он, вместе с матерью и младшим братом Виктором, прибыл в Бразилию на корабле RMS Arlanza. Также на корабль села и его новорождённая сестра, но она скончалась во время плавания. Отец был вынужден остаться на родине и лишь в 1930-х приехал к семье. Первоначально Элизабет жила только за счёт продажи личных украшений, вывезенных с родины, но затем стала успешно заниматься обучением игре на фортепьяно.
Шемп начал карьеру, выступая за клуб «Албион». В 1936 году Шемп стал игроком клуба «Сан-Паулу», где выступал два сезона, проведя 16 матчей и забив 10 голов. Любопытно, что согласно клубным документам, Эуженио считался в команде уругвайцем. В 1937 году он перешёл в «Ботафого», несмотря на почти подписанный контракт с «Фламенго». Годом позже он выиграл с командой турнир Начала чемпионата Рио-де-Жанейро, однако в финальной игре на поле не выходил. Шемп выступал за клуб до 1939 года, сыграв в 42 матчах и забив 15 голов. В мае 1940 года Эуженио уехал в Ресифи, где присоединился к «Наутико». За эту команду футболист провёл 11 матчей и забил 7 голов.
Во время выступления за «Наутико» Шемп вызывался в состав сборной Пернамбуку. В частности, он участвовал с ней в Чемпионате страны среди сборных штатов. В первом матче Пернамбуку обыграл команду Сеары со счётом 2:1. После игры сеарцы выразили протест, мотивировав его тем, что Шемп, проведший на поле всю игру, не является бразильцем, а иностранцам запрещено по регламенту выходить на поле в матчах этого турнира. После разбирательства результат матча был аннулирован. 18 декабря 1940 года в интервью Эуженио сказал: «Несмотря на то, что я приехал в Бразилию в возрасте трёх лет, я родился в России». Сам Шемп заявлял о том, что он хочет быть бразильцем, но, несмотря на это, получил гражданство лишь в 1941 году.
После «Наутико» Шемп перешёл в клуб «Португеза Деспортос», а затем, в том же году вновь оказался в «Сан-Паулу», где в первой игре забил 4 гола. Всего за этот клуб футболист провёл 23 игры и забил 16 голов, по другим данным 19 игр и 14 голов. После этого он играл за несколько команд, включая любительский состав «Флуминенсе». Любопытно, что Эуженио сделал запрос в Бразильскую спортивную конфедерацию, чтобы во всех документах, связанных с футбольной деятельностью, его национальность была записана как русский. В 1945 году он играл за любительский клуб «Андориньяс», за который играли также рабочие с ткацкой фабрики с одноимённым названием. При этом рабочие были, в основном, коммунистами. Это привело Шемпа к активной деятельности на ниве поддержки прав рабочих. В те же годы он решил завершить игровую карьеру.
В конце 1948 году Шемп возвратился в Сан-Паулу. Там он вступил в Бразильскую коммунистическую партию, а также стал активным членом профсоюза металлургов Сан-Паулу, работая продавцом в одной из местных металлургических компаний. Шемп участвовал в митингах, был одним из организаторов забастовок, за что его несколько раз арестовывали. В частности, он был лидером забастовки, названной «Забастовка 300 тысяч». C 1953 по 1964 год Эуженио был членом правления профсоюза металлургов, а с сентября 1963 по март 1964 года входил в совет директоров профсоюза металлургов. Его основным фронтом деятельности было требование появления 13-й заработной платы, повышение ежемесячного дохода рабочих и «заморозку» цен на товары первой необходимости.
31 марта 1964 года в Бразилии произошёл военный переворот. А в октябре того же года Шемпу и ещё 75 членам Бразильской коммунистический партии было предъявлено обвинение, и их в 1964 году отправили в места заключения. Позже Шемп был оправдан. В 1972 году Эуженио был повторно арестован и подвергнут длительному допросу, а затем и пыткам. Главное, что пытались выявить следователи, передавал ли он денежные средства бывшим членам партии. Сначала Шемп от этого отказывался, но затем сообщил, что передавал деньги семьям арестованных членов партии. В 1973 году за это он предстал перед судом, но вновь был оправдан. После суда Шемп отстранился от политики. В конце жизни он страдал от болезни Паркинсона, лишившись возможности ходить.

## Достижения
- Победитель турнира Начала Чемпионата Рио-де-Жанейро: 1938

## Личная жизнь
Шемп был женат. У него родилась дочь Розана Мария.